# Botricello
Botricello je italská obec a město v provincii Catanzaro v oblasti Kalábrie. Leží na pobřeží Jónského moře.
V roce 2010 zde žilo 5 068 obyvatel.

## Sousední obce
Andali, Belcastro, Cropani